# Чилнов
Чилнов (болг. Чилнов) — село в Болгарии. Находится в Русенской области, входит в общину Две-Могили. Население составляет 493 человека.

## Политическая ситуация
В местном кметстве Чилнов, в состав которого входит Чилнов, должность кмета (старосты) исполняет Ганчо Бобев Ганев (коалиция Болгарская социал-демократия, Политическое движение социал-демократов) по результатам выборов.
Кмет (мэр) общины Две-Могили — Драгомир Дамянов Драганов (коалиция партий: Союз демократических сил, Демократическая партия, Демократы за сильную Болгарию, Земледельческий народный союз) по результатам выборов в правление общины.